# Шимшек, Бейкан
Бейкан Шимшек (тур. Beykan Şimşek; 1 января 1995, Айдын) — турецкий футболист, полузащитник клуба «Элязыгспор».

## Клубная карьера
Выпускник футбольной академии «Фенербахче», в главной команде дебютировал 23 января 2013 года в Кубке Турции против «Бурсаспора» (3:0). Заменив Мирослава Стоха на 86-й минуте, забил свой первый гол за команду. Через месяц сыграл свой второй матч, опять же в Кубке Турции, против «Трабзонспора», заменив Джанера Эркина на 62-й минуте. 7 апреля 2013 года дебютировал в Суперлиге против «Ордуспора», он заменил камерунского нападающего Пьера Вебо на 85-й минуте.

## Достижения
- Обладатель Кубок Турции: 2012/13